# سام سميث (لاعب كرة سلة مواليد 1955)
سام سميث (بالإنجليزية: Sam Smith)‏ مواليد 8 يناير 1955 في فيريدي، هو لاعب كرة سلة أمريكي سابق. بدأ مسيرته الاحترافية في سنة 1978. تم اختياره من قبل فريق أتلانتا هوكس خلال الدرافت. يبلغ طوله 6 قدم 4 بوصة (1.9 م). اعتزل اللعب في 1980. لعب مع ميلووكي باكز وشيكاغو بولز.

## روابط خارجية
- سام سميث على موقع إن بي أي (الإنجليزية)
- سام سميث على موقع سبورتس رفرنس (الإنجليزية)
- سام سميث على موقع كلية كرة السلة في سبورتس رفرنس.كوم (الإنجليزية)
- سام سميث على موقع ريلجم (الإنجليزية)